# أش بي فير (موبايل)
أش بي فير (بالإنجليزية: HP Veer)‏ هو هاتف ذكي يعمل بنظام ويب أو إس، تم طرحه في الأسواق في 15 مايو 2011.

## الخصائص
- نظام التشغيل: ويب أو إس
- الكاميرا الأمامية: 5 ميجابكسل
- الشاشة: 320×400
- الوزن: 103 غرام
- المعالج: 800 ميجا هرتز
- الذاكرة: 512 ميجابايت
- التخزين: 8 جيجابايت

## وصلات خارجية
- الموقع الإلكتروني]